# Ghostbusters: Afterlife
Ghostbusters: Afterlife is een Amerikaanse film uit 2021, geregisseerd door Jason Reitman, die samen met Gil Kenan het scenario schreef. De hoofdrollen worden vertolkt door Carrie Coon, Finn Wolfhard, Mckenna Grace en Paul Rudd, terwijl Bill Murray, Dan Aykroyd, Ernie Hudson, Sigourney Weaver en Annie Potts hun rollen uit de originele films hernemen. De film is het vervolg op Ghostbusters (1984) en Ghostbusters II (1989), beide geregisseerd door Reitmans vader en producer Ivan van deze film en de vierde film in de Ghostbusters-franchise. Harold Ramis verschijnt postuum als Dr. Egon Spengler via archiefmateriaal uit de twee originele films.

## Verhaal
Tweeëndertig jaar na de gebeurtenissen van de tweede film verhuizen de alleenstaande moeder Callie Spengler en haar twee kinderen Trevor en Phoebe naar een klein stadje in Oklahoma, waar ze hun connectie met de originele Ghostbusters en de geheime erfenis van hun grootvader Egon Spengler ontdekken.

## Rolverdeling
| Acteur             | Personage                                      |
| ------------------ | ---------------------------------------------- |
| Carrie Coon        | Callie Spengler                                |
| Paul Rudd          | Gary Grooberson                                |
| Finn Wolfhard      | Trevor Spengler                                |
| Mckenna Grace      | Phoebe Spengler                                |
| Logan Kim          | "Podcast"                                      |
| Celeste O'Connor   | Lucky Domingo                                  |
| Bill Murray        | Dr. Peter Venkman                              |
| Dan Aykroyd        | Dr. Ray Stantz                                 |
| Ernie Hudson       | Winston Zeddemore                              |
| Bob Gunton         | Dr. Egon Spengler als geest / The Ghost Farmer |
| Harold Ramis       | Dr. Egon Spengler als geest (archiefmateriaal) |
| Annie Potts        | Janine Melnitz                                 |
| Sigourney Weaver   | Dana Barrett                                   |
| J.K. Simmons       | Ivo Shandor                                    |
| Bokeem Woodbine    | Sheriff Domingo                                |
| Josh Gad           | Muncher (stem)                                 |
| Olivia Wilde       | Gozer                                          |
| Shohreh Aghdashloo | Gozer (stem)                                   |
| Shelby Young       | Mini Stay-Puft Marshmallow Men (stem)          |
| Tracy Letts        | Jack                                           |

## Productie
In de decennia na Ghostbusters II kreeg Bill Murray conceptscripts voor een vervolg, die hij afkeurde. Ghostbusters III: Hellbent van Dan Aykroyd en Tom Davis zou de Ghostbusters naar de hel hebben geleid. Lee Eisenberg en Gene Stupnitsky wilden dat Venkman zelf een geest zou worden. Uiteindelijk, onder scenarioschrijver Etan Cohen, werd de betrokkenheid van Bill Murray optioneel en zou de film Ghostbusters: Alive Again gaan heten. Kort na het groen licht stierf Harold Ramis en werd het idee van tafel geveegd. Toch heeft de productie Spengler terug kunnen brengen met animatie en hebben hem als geest neergezet 
Omdat de remake Ghostbusters flopte, werd besloten de originele tijdlijn voort te zetten. Entertainment Weekly kondigde op 15 januari 2019 aan dat Jason Reitman de nieuwe film zou regisseren. Het budget zou ruim onder de 100 miljoen dollar liggen.
De opnames begonnen op 25 juni 2019 en duurde ongeveer vijftien weken. De opnames vonden onder meer plaats in Calgary, Canada.

## Release
Ghostbusters: Afterlife zou oorspronkelijk op 10 juli 2020 in de Verenigde Staten worden uitgebracht door  Sony Pictures Releasing, maar het werd uitgesteld tot 5 maart 2021 vanwege de COVID-19-pandemie. Op 21 oktober 2020 duwde Sony de film opnieuw naar 11 juni 2021 en later in januari 2021 verschoof de release naar 11 november 2021. In september 2021 werd de film opnieuw uitgesteld tot 19 november 2021, waardoor de releasedatum van Top Gun: Maverick werd overgenomen.
De film werd onaangekondigd vertoond op 23 augustus 2021 tijdens het CinemaCon-evenement 2021 in Las Vegas. De film had ook een verrassingsvertoning voor fans op de New York Comic Con in 2021.

## Ontvangst
Op Rotten Tomatoes heeft Ghostbusters: Afterlife een waarde van 63% en een gemiddelde score van 6,20/10, gebaseerd op 305 recensies. Op Metacritic heeft de film een gemiddelde score van 45/100, gebaseerd op 47 recensies.